# Notre-Dame d'Akita
Pour les articles homonymes, voir Akita (homonymie).
Notre-Dame d’Akita désigne des manifestations de la Vierge Marie à une religieuse, sœur Agnès Sasagawa Katsuko, les 6 juillet, 3 août et 13 octobre 1973 à Akita au Japon. Ces phénomènes auraient eu lieu devant une statue de la chapelle du couvent à l'effigie de la « Dame de tous les Peuples » (apparitions reconnues comme fausses par l’Église catholique), accompagnés de trois messages de la Vierge Marie entendues par la religieuse, dont le dernier est de teneur prophétique.
À la suite de ces événements, la statue a présenté des phénomènes inexpliqués d'écoulements de sang (entre le 6 juillet et le 29 septembre 1973), puis de lacrimations, du 4 janvier 1975 au 15 septembre 1981, observées par plusieurs centaines de personnes et même diffusées en 1979 à travers le Japon par la télévision. 
Ces phénomènes ont été reconnus par l’évêque de Niigata en 1984. Le cardinal Ratzinger, alors préfet de la Congrégation pour la Doctrine de la Foi, a confirmé en juin 1988 la décision de l'évêque. L’Église catholique n'a toutefois pas émis d'avis définitif sur ces phénomènes.

## Biographie de la «voyante»
Agnès Sasagawa Katsuko est née en 1931 dans une famille bouddhiste japonaise. À dix-neuf ans, elle se retrouve paralysée à cause d'une erreur médicale lors d'une opération de l'appendicite qui entraîne une dizaine d'autres interventions et une hospitalisation de seize ans. 
C'est au contact d'une infirmière qu'elle se convertit au catholicisme et demande à recevoir le baptême. En 1956, son état s'aggrave et elle tombe dans le coma. On lui fait avaler quelques gouttes de  l'eau de Lourdes envoyée par des religieuses de Nagasaki à la clinique de Myōkō où elles est hospitalisée et elle reprend connaissance. Sa paralysie disparaît. Alors âgée de 25 ans, elle travaille comme catéchiste dans sa paroisse à Myōkō. 
Cependant le 16 mars 1973, à l'âge de 42 ans, elle se rend compte à l'occasion d'une conversation téléphonique qu'elle a totalement perdu l’ouïe. Les médecins évoquent une paralysie du nerf auditif. En raison de ce nouveau handicap, elle obtient une allocation et se forme à lire sur les lèvres. Malgré son infirmité et contre l'avis de ses parents, elle souhaite cependant intégrer l'institut séculier des Servantes de l'Eucharistie, installé au couvent de Yuzawada au nord d'Akita par l'évêque du diocèse de Niigata, Johannes Shōjirō Itō (ru) qui en est aussi le supérieur. Elle y entre le 12 mai 1973,,,.
René Laurentin, qui a connu sœur Agnès, évoque une guérison de sa surdité en deux étapes (13 octobre 1974 et 30 mai 1982). Il témoigne aussi de sa totale paralysie à nouveau en août 1981 qui la laisse « grabataire ». Laurentin fait se rencontrer sœur Agnès et Vassula Ryden en novembre 1992 à l'occasion d'une rencontre à Akita organisée par Johannes Shōjirō Itō avec une dizaine d'autres évêques venus d'Asie et d'Afrique. Agnès Sasagawa Katsuko décède à l'âge de 94 ans le 15 août 2024,. 

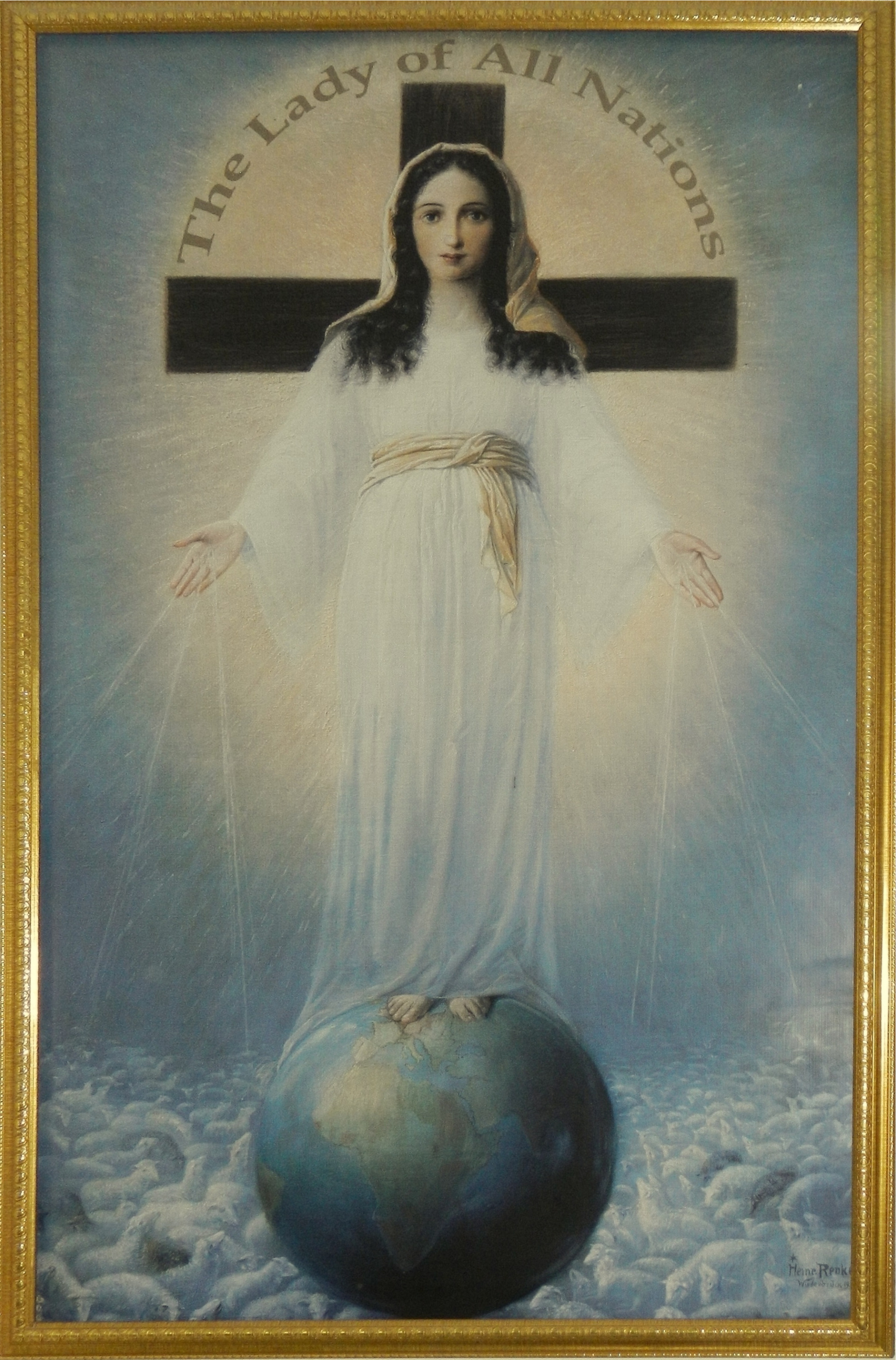
Représentation de la « Dame de tous les Peuples ».

## Phénomènes et messages (1973)
« Même s’il ne s’agit pas d’apparitions proprement dites, il y a eu manifestations sensibles de la Vierge et révélation de trois messages. ». Il s'agit de phénomènes qu'Yves Chiron qualifie de « prodiges ».

### Phénomène lumineux et plaie à la main gauche
En 1973, une statue en bois à l'effigie de la « Dame de tous les Peuples », issue des apparitions d'Amsterdam, reconnues comme fausses par l’Église catholique, est installée dans le couvent d'Akita. Elle a été sculptée en 1963 par l'artiste Saburo Wakasa qui a donné des traits japonais à la représentation de la « Dame de tous les Peuples »,. 
Le 12 juin 1973 ainsi que le lendemain, sœur Agnès, un mois après son entrée au couvent, où elle trouve seule ce jour-là, voit à trois reprises une lumière mystérieuse semblant sortir du tabernacle de la chapelle du couvent, et des chœurs d'anges paraissant adorer le saint-sacrement exposé,. La religieuse se prosterne puis s'interroge sur l'origine de cette lumière. Si elle reçoit cette lumière « comme un don intime de Dieu qui la touche profondément », elle ne peut s'empêcher de se demander s'il ne s'agit pas d'une hallucination. 
Le vendredi 29 juin 1973,,, une plaie en forme de croix apparaît sur sa main gauche et provoque une vive douleur qui l'empêche de trouver le sommeil. 

### Premier message reçu devant la statue
Le jeudi 5 juillet 1973, la plaie de la religieuse se met à saigner. La nuit suivante, alors qu'il est trois heures du matin, elle voit une personne, qu'elle identifie à sa sœur, qu'elle entend malgré sa surdité lui dire, : 

« Ne crains pas. Ne prie pas seulement à cause de tes péchés, mais en réparation de ceux de tous les hommes. Le monde actuel blesse le Très Saint Cœur de Notre-Seigneur par ses ingratitudes et ses injures. La blessure de Marie est beaucoup plus profonde que la tienne. Maintenant, allons ensemble à la chapelle »

L'apparition se présente comme son ange gardien. Elle le suit jusqu'à la chapelle du couvent où sœur Agnès se met à prier devant la statue à l'effigie de la « Dame de tous les Peuples » qui s'illumine et semble prendre vie. La religieuse entend alors une autre voix provenant de la statue, :

« Ma fille, ma novice, tu as bien obéi en abandonnant tout pour me suivre. Ta surdité t'est pénible à supporter, mais tu vas bientôt guérir, sois-en sûre. Sois patiente, c'est la dernière épreuve. La blessure de ta main te fait mal. Prie en réparation des péchés de l’humanité [...] »

Sœur Agnès demeure dans la chapelle à prier devant la statue. À cinq heures du matin, le reste des sœurs arrivent dans la chapelle pour l'office des matines. 

### Présence de stigmates sanglants sur la statue (juillet-septembre 1973)
Le 6 juillet, une religieuse, en s'approchant de la statue constate que les mains de la Vierge présentent des stigmates d’où suinte du sang,,. Le 12 juillet suivant, le sang coule à nouveau des mains de la statue alors que leurs sœurs sont en prière. Le 25 juillet, Johannes Shōjirō Itō se rend au couvent, constate le phénomène et interroge sœur Agnès. Le phénomène se poursuivra jusqu'au 29 septembre.

### Deuxième message
Dans la nuit du 27 juillet, alors que sa plaie la fait particulièrement souffrir et exsude même du sang, ce qu'a constaté l'évêque ce même jour, sœur Agnès se rend à la chapelle et s'entend dire:

« Tes souffrances prennent fin aujourd'hui. Grave précieusement le souvenir du sang de Marie et grave-le bien dans ton cœur, ce sang versé a une profonde signification [...] pour la conversion de tous les pécheurs. »

La plaie de sœur Agnès et le sang qui en coule disparaissent à compter de ce jour,,. Entre le 29 septembre et le 15 octobre, la statue exhale à plusieurs reprises un parfum agréable, auquel succèdent d'épouvantables odeurs : « durant plusieurs jours des fragrances suaves se font sentir dans la chapelle, suivies d’une puanteur effroyable. »

### Troisième et dernier message (13 octobre 1973)
Le dernier message est « donné le 13 octobre, anniversaire de la dernière apparition de Fatima et du fameux miracle du soleil ». De la statue devenue lumineuse parvient à sœur Agnès un assez long message qui évoque tout d'abord la menace d'un châtiment pour l'humanité :,

« Ma fille, ma novice, aimes-tu le Seigneur ? Si tu l’aimes, écoute ce que j’ai à te dire, car c’est très important. Tu en informeras ton supérieur. En ce monde, beaucoup d’hommes affligent le Seigneur. Je désire des âmes pour le consoler. Pour apaiser le courroux du Père céleste, j’attends, avec Jésus-Christ mon Fils, des âmes qui expient par leurs souffrances et leur esprit de renoncement à la place des pécheurs et des ingrats. Le Père s’apprête à laisser tomber un châtiment sur toute l’humanité pour faire connaître sa colère contre ce monde. Avec mon Fils, je suis intervenue tant de fois pour apaiser le courroux du Père. J’ai empêché la venue de calamités en lui offrant, avec toutes les âmes-victimes qui le consolent, les souffrances endurées par le Fils sur la croix, son sang et son âme très aimante. Prière, pénitence, renoncements et sacrifices courageux peuvent apaiser la colère du Père. Je le demande aussi à ta Communauté. Qu’elle demeure dans la pauvreté, qu’elle se sanctifie et prie en réparation des ingratitudes et des outrages de tant d’hommes. Comme Je vous l'ai dit, si les hommes ne se repentent pas et ne s’amendent pas par eux-mêmes, le Père infligera un châtiment terrible à toute l'humanité. Ce sera un châtiment plus grand que le déluge, comme on n'aura jamais vu avant. Un feu tombera du ciel et va faire disparaître une grande partie de l'humanité, les bons comme les mauvais, n'épargnant ni les prêtres ni les fidèles. Les survivants se trouveront si désolés qu'ils envieront les morts. Les seules armes qui vous resteront, seront le rosaire et le signe laissé par mon Fils. Chaque jour, récitez les prières du rosaire. Avec le rosaire, priez pour le pape, les évêques et les prêtres. »

Le message se poursuit par l'évocation d'une grave crise à venir dans l’Église, :

« Le travail du diable s'infiltrera même dans l'Église de manière que l'on verra des cardinaux s'opposer à des cardinaux, et des évêques contre d'autres évêques. Les prêtres qui me vénèrent, seront méprisés et combattus par leurs confrères. L'Église et les autels seront saccagés. L'Église sera pleine de ceux qui acceptent des compromissions et le démon pressera de nombreux prêtres et des âmes consacrées à quitter le service du Seigneur. Le démon va faire rage en particulier contre les âmes consacrées à Dieu. La pensée de la perte de tant d'âmes est la cause de ma tristesse. Si les péchés augmentent en nombre et en gravité, il ne sera plus question de pardon pour eux. Parle avec courage à ton supérieur, il saura encourager chacune d’entre vous à prier et à accomplir des œuvres de réparation. »

L'année 1974 se déroule « sans événement extraordinaire ».

## Lacrimations de la statue (1975-1981)
Le 4 janvier 1975, les sœurs du couvent remarquent que le socle de la statue est mouillé. « La statue se couvre d’une abondante sueur, puis verse des larmes ». Le phénomène est observé le même jour à trois reprises par les religieuses ainsi que par l'évêque présent au couvent. Sœur Agnès entend son ange lui dire : « C'est pour réveiller votre foi ». D'après les religieuses, le visage de la statue a également changé, prenant une expression « de vive tristesse ». En septembre, l'auteur de la sculpture, Saburo Wakasa, est appelé pour examiner sur place la statue. Il commente ainsi : « Deux choses me frappèrent : les joues que j'avais taillées s'étaient creusées, le visage s'était affaissé ; sa couleur avait tourné au marron foncé […] ; l'expression était plus pénétrante ». 
En 1975, l'évêque demande à Kaoru Sagisaka, un professeur du département de biochimie de l’Université d’Akita, et à un médecin légiste non chrétien d'analyser le sang recueilli deux ans plus tôt, ainsi que les larmes qui s'écoulent de la statue,. Selon leurs conclusions, les lacrimations et le sang sont d'origine humaine,. En ce qui concerne le sang, l'analyse déclare qu'il est « apparemment [de] groupe B, provenant d'un être humain du groupe AB ». Le 22 août 1981 cependant, Kaoru Sagisaka affirmera : « du groupe O », rectification qui a suscité divers commentaires,. 
Après deux ans d'interruption, les lacrimations de la statue reprennent le 26 juillet 1978[réf. nécessaire]. Elles se poursuivent jusqu'au 15 septembre 1981, fête de Notre-Dame des Douleurs, en présence de plusieurs centaines de témoins. La télévision japonaise filme ces lacrimations le 8 décembre 1979,. Au total ces phénomènes se répètent 101 fois,,.  
Le sens du nombre 101, qui n'a aucune origine biblique, a posé question à de nombreux observateurs. La voyante en a rapporté l'explication suivante telle qu'elle lui aurait été donnée le 29 septembre 1981 par son ange gardien : « Le nombre de 101 lacrymations comporte une signification. De même que le péché est entré dans le monde par une femme, c'est par une femme que le salut est venu dans le monde. Le 0 placé entre les deux 1 signifie le Dieu qui est depuis toute éternité, pour les siècles des siècles. Le premier 1 représente Ève, le dernier 1, la Vierge Marie ». 

## Enquête canonique
L'évêque d'Akita, Johannes Shōjirō Itō, en réfère à la Conférence épiscopale japonaise qui nomme une commission. L'expert principal est un prêtre espagnol, particulièrement sceptique vis-à-vis de ces phénomènes. Il « privilégie l'hypothèse parapsychologique selon laquelle les larmes et la sueur auraient émané de la voyante, sans indice à l'appui ». L'évêque se déclare peu convaincu par les conclusions de la commission car « la voyante était souvent absente lors des lacrimations, et la parapsychologie n'a pas encore acquis un statut scientifique ». L'évêque reprend l'enquête en faisant appel à plusieurs instituts de recherche,.
En 1981, la guérison d'une femme de Séoul en Corée du Sud, Teresa Chun, est attribuée aux manifestations d'Akita. Baptisée le 11 avril 1981, elle est hospitalisée en juillet pour soigner une tumeur du cerveau. Le 15 août, alors qu'elle est dans le coma et mourante, ses proches invoquent Notre-Dame d'Akita. Le 9 décembre suivant, des examens montrent que la tumeur a totalement disparu. Cette guérison est déclarée d'origine surnaturelle par la commission canonique mise en place par l'archevêque de Séoul, Stephen Kim Sou-hwan. Le dossier est adressé à la Congrégation pour la Doctrine de la Foi.
Le 30 mai 1982, sœur Agnès elle-même guérit complètement et définitivement de sa surdité,. Joachim Bouflet dit avoir été témoin de ce rétablissement, ainsi que deux otorhinolaryngologistes qui examinent la religieuse les 2 et 14 juin. L'un des médecins établit un certificat attestant que sœur Agnès a totalement recouvré l'audition.

### Reconnaissance par l’Église catholique
Malgré les réticences de la commission, des autres évêques japonais et de la Congrégation pour la Doctrine de la Foi, Johannes Shōjirō Itō obtient l'autorisation de proclamer l'authenticité des phénomènes avant de donner sa démission pour limite d'âge,. Il publie ainsi une lettre pastorale le 22 avril 1984, dans laquelle il reconnaît une « série d’événements inexplicables relatifs à la statue de la Vierge » et autorise dans son diocèse la vénération de Notre-Dame d'Akita,,.
Le 20 juin 1988, le cardinal Joseph Ratzinger, préfet de la Congrégation pour la Doctrine de la Foi, donne son approbation à la reconnaissance par l'évêque des phénomènes d'Akita,,. Cependant, « reconnues au plan local, ces « révélations privées » attendent encore [en 2023] un jugement définitif du Saint-Siège. »,.
Plusieurs cas de guérisons obtenues par l'intercession de Notre-Dame d'Akita ont été rapportés et transmis aux autorités ecclésiastiques. Deux ont été reconnus comme d'origine miraculeuse par l’Église catholique : la guérison en 1981 d'une habitante de Séoul et celle de sœur Agnès le 30 mai 1982.

### Lien avec les apparitions de Fatima
Johannes Shōjirō Itō, après avoir reconnu officiellement les phénomènes, a déclaré dans une interview enregistrée que les « faits d'Akita se situent dans le prolongement des apparitions mariales de Fátima », en particulier les secrets de Fátima : « Je crois que le troisième message d'Akita est étroitement lié au message de Fatima. Même après avoir reçu le message de Fátima, les gens ne se sont pas repentis. Notre-Dame se devait de rappeler et raviver le message de Fatima »,.